# TBS歌のグランプリ
『TBS歌のグランプリ』（ティービーエスうたのグランプリ）は、1967年4月4日から1971年9月28日までTBS系列局で放送されていた歌謡番組である。放送時間は毎週火曜 20:00 - 20:56 （日本標準時）。当初はモノクロ放送だったが、1967年6月6日、7月11日、8月22日及び9月5日以降はカラー放送。

## 概要
番組のタイトルに「TBS」の名を冠しているが、実際には当時のJNN基幹局（TBS・北海道放送・中部日本放送・朝日放送・RKB毎日放送）による共同制作番組で、各局のスタッフが技術担当や演出担当に名を連ねていた。
番組は、TBS旧社屋（赤坂メディアビル）Gスタジオからの生放送を行っていた。日本各地からの生中継を交えながら進行した回もある（後述）。番組の冒頭では、各週の歌謡曲ランキングでベスト30入りした曲と歌手を早口で紹介していた。1970年3月24日には、大阪万博の会場から記念番組として公開放送を行った（この回の司会者は坂本九と中山千夏）。毎年日本レコード大賞の入賞者決定の時期には同賞特集企画を組み、入賞者の歌を紹介していた。これは、番組初代司会者の三木鮎郎が同賞授賞式の司会も務めていた事情もある。
この番組は当初モノクロ放送だったが、TBSが1966年9月から同社のGスタジオに於いて、スタジオカラーカメラを使った番組制作を本格的に開始する様になったこともあり、この番組も同じGスタジオから放送していること等からカラー化も早く、先ず1967年6月6日に初のカラー放送を実施し、その後同年7月11日・8月22日と行い、それから2週後の9月5日放送分からは毎週カラー放送を行うようになった。
最高視聴率は1967年12月5日放送分の26.8%（ビデオリサーチ調べ、関東地区）。
放送当時はまだビデオテープが2インチVTRしかなく非常に高価だったため、一度放送し終えた番組はテープがネット局を一巡した後に録画内容を消去・再利用されることが多かった。この番組（ここでは生放送の同録テープ）もそうした録画内容消去の対象番組であったが、映像が消されずに残されている回が多数存在する。前番組『TBS歌謡曲ベストテン』の映像も一部現存している。

## 出演者

### 司会
- 三木鮎郎（1967年4月 - 1968年3月）
- 大橋巨泉（1968年4月 - 1969年3月）
- 青島幸男（1969年4月 - 1970年12月）
- 岸部シロー（1971年1月 - 9月）
- 松橋登（1971年1月 - 9月）
- 中村メイコ（1967年4月 - 1969年3月）
- 磯野洋子（1967年4月 - 1969年9月、1969年4月以降は佐良直美と週替わり）
- 佐良直美（1968年10月 - 1970年12月、磯野洋子→中山千夏と週替わり）
- 中山千夏（1969年10月 - 1971年9月、1970年12月までは佐良直美と週替わり）

### リポーター
- なべおさみ - 青島時代に中継リポーターを務めていた。
- 鈴木史朗（当時TBSアナウンサー） - 青島・中山時代と中山・岸部時代にコンピュータデータの集計リポートとナレーションを担当。
- 山本文郎（当時TBSアナウンサー） - 巨泉時代まで関東地区の中継リポーターを務めていた。
- 日比英一（当時CBCアナウンサー） - 巨泉時代まで東海地区の中継リポーターその他を務めていた。

## オープニング
オープニングの映像は、前期と後期とで異なっていた。
当初はオーケストラの生演奏をバックに社交ダンスグループ（スタジオNo.1ダンサーズ、安藤哲子ユニークバレエ団、一宮一BMダンサーズ）がダンスをする模様が映され、それをバックに当日出場する歌手およびスタッフの一覧がテロップ表示されていた。この時に演奏するテーマ曲はいずみたくが手がけた曲で、前田憲男が編曲を担当していた。
後に、鈴木史朗が「今週の上位30曲」にランクインした曲と歌手を早口で紹介しつつ（順位の発表は省略）、当日の出場歌手たちがオーケストラの生演奏に乗って登場する方式に変更された。

## コーナーの変遷

### 番組開始～1967年9月
- 今週のビッグ４

- グランプリ・スポット

- ゴールデン・グランプリ

### 1967年10月～1968年10月
- 今週のヒット５
- 巨泉の特選スポット
- 今週のゴールデン スター

### 1968年11月～1969年8月
- 今週のヒット５
- 青島の歌謡百科
- 今週のビッグ３

### 1969年8月～
- 今週のビッグ４
- 今週の歌謡情報
- 今週のベスト３

## 提供
- ライオン油脂
- ライオン歯磨
- 雪印乳業
- 養命酒

## 番組終了後
1978年頃、ザ・タイガースやザ・テンプターズなどのグループ・サウンズの上質のカラー映像も含むこの番組のビデオを多数使った『日曜☆特バン 10年前のVTR』という番組が何度か放送された。また、同じく日曜日に放送されていた『テレビ探偵団』のエンディングで流れる思い出の曲のコーナーとして、この番組の放送素材が使われていた。
1967年7月25日放送分は、2005年6月19日にCS放送のTBSチャンネルで美空ひばり特集として再放送された。この回では日本各地と東京赤坂のTBSを結んだ多元中継を実施しており、東京・歌舞伎町からの生中継（曲は三田明の「また逢う日まで」）では当時TBSアナウンサーであった山本文郎がリポーターとして登場した。また、屋外プール稼働中の赤坂プリンスホテルからの生中継（曲は橋幸夫の「恋のメキシカン・ロック」）も行っていた。
また橋と同じ御三家のメンバーだった西郷輝彦（曲は「願い星叶い星」、群馬県吾妻郡長野原町の北軽井沢で収録）や舟木一夫（曲は「夏子の季節」）もこの回に出演していたが、スケジュール等の都合でこのパートのみ、VTRでの事前収録であるが、生放送であるかのような演出がなされていた。

## 1967年7月当時の放送局
HBC北海道放送 - 岩手放送（現・IBC岩手放送） - 東北放送 - 福島テレビ（当時は日本テレビ・TBS系列） - 東京放送（現・TBSテレビ）- 新潟放送 - 信越放送 - 静岡放送 - 中部日本放送（現CBCテレビ） - ABC朝日放送（現朝日放送テレビ・当時はTBS系列） - 山陽放送（現RSK山陽放送・当時の放送免許地域は岡山県のみ） - 山陰放送（当時の放送免許地域は島根県のみ） - 中国放送 - RKB毎日放送 - 長崎放送 - 熊本放送 - 大分放送 - 宮崎放送 - 南日本放送 - 琉球放送
- 太字は製作幹事局、斜字は共同制作局（五社連合）。オープニング時のクレジットではTBSのみ筆記体の正式ロゴで、それ以外は普通のフォントであった。上から順にTBS → HBC・CBC・ABC・RKB → それ以外のネット局という表記であった。
- 北陸放送もTBS系列に属しているが、1967年7月時点では番組をネットしていなかった。同局が火曜20:00枠を使って別の番組を放送していたためと思われるが、詳細は不明。ちなみに、2年後の1969年10月時点ではネット局に含まれている。